# Geneviève Bresc-Bautier
Geneviève Bresc-Bautier (París, 6 de agosto de 1948) es una historiadora del arte francesa, conservadora de patrimonio y especialista en escultura de la época moderna.

## Trayectoria
Asistió a los institutos Victor-Hugo y Henri-IV de París antes de ingresar, como su padre, el medievalista Robert-Henri Bautier, en la École Nationale des Chartes (ENC), donde obtuvo el diploma de paleógrafa archivera en 1971, con una tesis titulada Le Saint-Sépulcre de Jérusalem et l'Occident au Moyen Âge. Luego fue alumna de la Escuela Francesa de Roma. El 14 de diciembre de1972 se casó con Henri Bresc.
Bresc-Bautier fue nombrada conservadora general en 2001. Trabajó como profesora en la Escuela del Louvre y fue directora del Departamento de Escultura del Museo del Louvre el 11 de noviembre de 2004. La sucedió en su cargo el 3 de marzo de 2014 Sophie Jugie.
En 2012, Bresc-Bautier fue comisaria de la primera exposición temporal en el Museo Louvre-Lens que llevó por título Renacimiento.

## Reconocimientos
Bresc-Bautier, gracias a su labor en el ámbito cultural y académico, recibió varios reconocimientos. En 2007, fue condecorada como Chevalière de la Légion d'Honneur, la más alta distinción honorífica otorgada en Francia. En 2000, fue nombrada Officière de l'Ordre National du Mérite, destacando su destacado servicio y mérito en sus actividades profesionales. Además, recibió el título de Chevalière de l'Ordre des Palmes Académiques, en reconocimiento a su destacada labor en el ámbito educativo y cultural.
En 2020, Bresc-Bautier fue incluida dentro del proyecto “Mujeres Investigadoras en los Archivos Estatales (1900-1970)” para la descripción archivística y creación de un micrositio específico en el Portal de Archivos Españoles (PARES), desarrollado entre 2020-2023. Este proyecto ha sido impulsado por la Subdirección General de Archivos Estatales, con el objetivo visibilizar la labor de investigación realizada en España por las mujeres en el intervalo 1900-1970 partiendo de los registros documentales que se conservan en los Archivos de Gestión de los AAEE del Ministerio de Cultura (el Archivo Histórico Nacional, el Archivo de la Corona de Aragón, el Archivo General de Simancas, el Archivo General de Indias, el Archivo de la Real Chancillería de Valladolid, el Archivo General de la Administración y el Centro de Información Documental de Archivos).

## Obras y publicaciones
- Con Anne Pingeot, Sculptures des jardins du Louvre, du Carrousel et des Tuileries, Paris, RMN, Notes et documents des Musées de France, nº 12, 1986, 2 vols.
- Mémoires du Louvre, coll. «Découvertes Gallimard / Culture et société» (no 60), Paris: Gallimard, 1989, reedición 2011.
- Les Tuileries au XVIIIe siècle, Béatrice de Andia, Geneviève Bresc-Bautier, Mathieu Couty et Emmanuel Jacquin, Action artistique de la Ville de Paris, 1990.
- Le Louvre, con Gérard Rondeau, Citadelles & Mazenod, 23 octubre 2013, 520 p.
- Geneviève Bresc-Bautier (dir.), Histoire du Louvre, trois volumes, Louvre éditions / Fayard, 2016.

- Con Isabelle Balsamo, Jean-François Barielle, Christian Besson, Jean Galard et Rodolphe Rapetti, «Un type de discours et sa production/diffusion», Perspective, 4, 2006, p. 513-517.[7]